# Szanggje állomás
Szanggje (Sanggye) állomás a szöuli metró 4-es vonalának állomása, mely Novon-ku (Nowon-gu) kerületben található. Nevét a közeli Szurakszan (Suraksan) hegy felső völgyéről kapta.

## Viszonylatok
| 4-es vonal                           | 4-es vonal                | 4-es vonal                                |
| ------------------------------------ | ------------------------- | ----------------------------------------- |
| Tanggoge (Danggogae) végállomás felé | személy- és expresszvonat | Novon (Nowon) Anszan (Ansan) és Oido felé |